# Murat Adigüzel
Murat Adigüzel (* 15. Januar 1992 in Homburg) ist ein deutsch-türkischer Fußballspieler. Er ist seit August 2022 für den FC 08 Homburg II aktiv.

## Karriere
Adigüzel war in seiner Jugend für den SV Reiskirchen, den FC 08 Homburg, Borussia Neunkirchen und die SV Elversberg aktiv. Ab 2009 spielte er in der Elversberger Reservemannschaft. Im Juli 2012 wechselte er zum SVN Zweibrücken, bei dem er zunächst einen Stammplatz hatte. In der Rückrunde der Oberligasaison 2012/13, an deren Ende der Aufstieg des SVN Zweibrücken stand, wurde er jedoch zum Ersatzspieler. Im Sommer 2013 ging er zum Oberligisten FSV Salmrohr. In der Hinrunde der Saison 2013/14 gelangen ihm sieben Tore, womit er der beste Salmrohrer Torschütze war. Im Januar 2014 ging er zurück zur SV Elversberg. Er wurde vor allem in der Reservemannschaft eingesetzt, bestritt jedoch auch zwei Spiele für die Profimannschaft in der 3. Liga. Am 2. März 2014 debütierte er im Auswärtsspiel bei RB Leipzig (0:2). Adigüzel wechselte 2015 zum Oberligisten SV Röchling Völklingen. Nach einem Jahr schloss er sich dem Ligarivalen FSV Viktoria Jägersburg an. Nach 41 Toren in drei Spielzeiten stand Adigüzel anschließend von 2019 bis 2022 beim FV Eppelborn unter Vertrag und aktuell läuft er für den FC 08 Homburg II in der Saarlandliga auf.